# Bystrowiella schumanni
Bystrowiella schumanni (лат.) — вымерший вид хрониозухий из семейства Bystrowianidae, обитавших в конце среднего триаса (ладинский век). Единственный вид в составе рода Bystrowiella. Ископаемые остатки найдены в Купцерцелле и Фельберге, Баден-Вюртемберг, Германия.

## Открытие и наименование
Животное описали и назвали Флориано Витцман, Райнер Р. Шохом и Майкл В. Майш в 2008 году на основе полной остеодермы, сросшейся с кончиком нервного отростка (SMNS 91034, голотип), частичных остеодерм (SMNS 91036, 91037) и позвонков (SMNS 81698, 81871—81874, 81876, 81877, 81879). Типовой вид — Bystrowiella schumanni. Род назван в честь российского палеонтолога Алексея Быстрова, а вид — в честь семьи Шуманов. Ближайшим родственником Bystrowiella являлся Synesuchus.
B. schumanni — первый представитель Bystrowianidae, обнаруженный за пределами России и Китая.

## Описание
Bystrowiella известна по краниальному и посткраниальному материалу. На предчелюстной кости расположен беззубый гребень сбоку от хоаны; предчелюстные зубы разного размера, на яремной кости расположен заметно длинный и узкий передний отросток; заднетеменные и табулярные кости увеличены и образуют фасетки для соединения с самой передней остеодермой. Предлобная и заднелобная части не соприкасаются, что является типичной характеристикой хрониозухид. Однако предглазничное окно и внутренний родничок отсутствуют, что не характерно для хрониозухид. Посткраниальный скелет похож на скелет амниот. Эпистернум тонкий, с отчтёливым парастернальным отростком; плечевая кость узкая, с коротким супинаторным отростком; рёбра туловища длинные и изогнутые, с тонким стержнем без дополнительных выступов; головки рёбер широко расставлены.

## Филогения
Животное отнесено к семейству Bystrowianidae в связи с особенностями позвонков и остеодерм. Ниже представлена кладограмма из публикации Новикова (2018), показывающая внутренние связи семейства на основе различий в их остеодермах:
|  | Dromotectinae |
|  |               |
|  | Axitectinae   |
|  |               |

|  | Bystrowiella |
|  |              |
|  | Synesuchus   |
|  |              |

|  | Vyushkoviana |
|  |              |
|  | Bystrowiana  |
|  |              |

|  | Bystrowiella |
|  |              |
|  | Synesuchus   |
|  |              |

|  | Vyushkoviana |
|  |              |
|  | Bystrowiana  |
|  |              |

|  | Dromotectinae |
|  |               |
|  | Axitectinae   |
|  |               |

|  | Bystrowiella |
|  |              |
|  | Synesuchus   |
|  |              |

|  | Vyushkoviana |
|  |              |
|  | Bystrowiana  |
|  |              |

|  | Bystrowiella |
|  |              |
|  | Synesuchus   |
|  |              |

|  | Vyushkoviana |
|  |              |
|  | Bystrowiana  |
|  |              |